# Nationalversammlung (Ecuador)
Die Nationalversammlung (Asamblea Nacional) ist das Parlament der Republik Ecuador und ersetzt seit der Verfassung von 2008 den Nationalkongress (Congreso Nacional). Sie wird über eine nationale (15 Abgeordnete) und Provinzlisten (je 2 Abgeordnete) gewählt, wobei die Emigranten ebenfalls nach Listen (USA und Kanada; Lateinamerika; Europa, Afrika, Asien, Ozeanien) wählen können. Es herrscht Wahlpflicht, von der nur die Emigranten und Angehörige des Militärs ausgenommen sind.

## Wahlen
Die ersten Wahlen zur Nationalversammlung haben am 26. April 2009 stattgefunden, die erste Nationalversammlung trat am 31. Juli 2009 zusammen.
Bei den Parlamentswahlen in den Jahren 2013 und 2017 blieb die Alianza PAÍS jeweils stärkste Fraktion.

## Sitz imPalacio Legislativo de Ecuadorin Quito

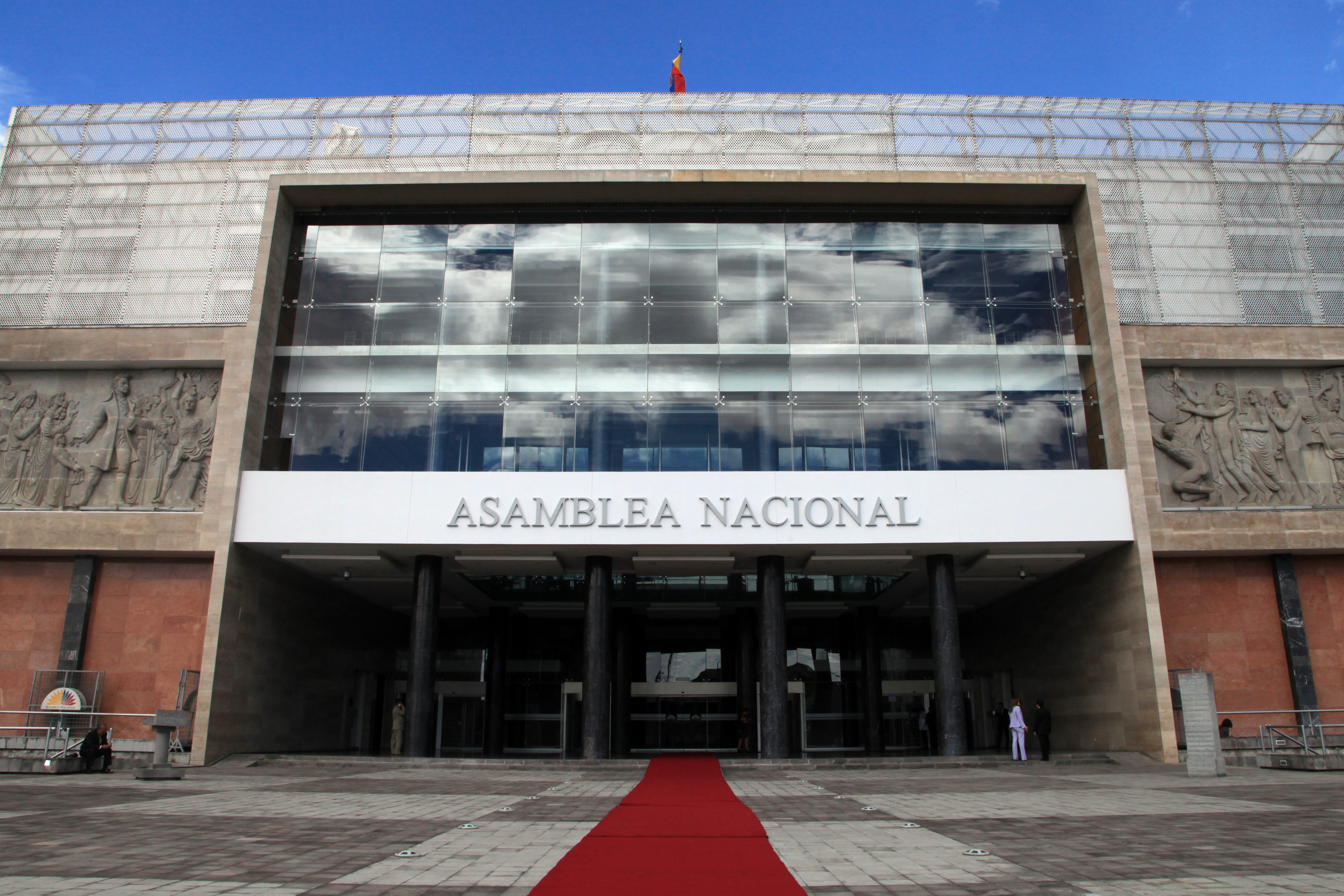
Palacio Legislativo de Ecuador
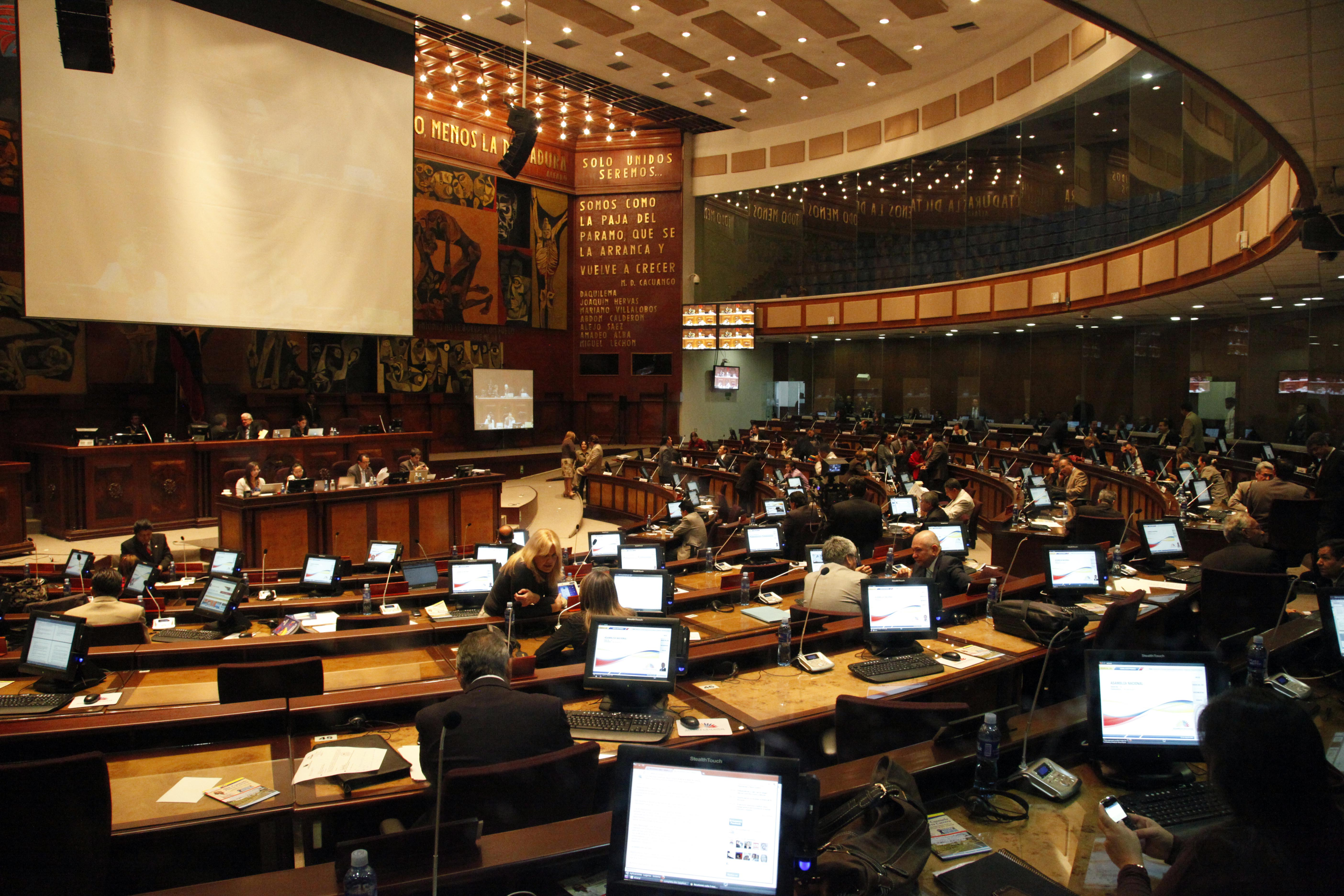
Plenarsitzung, 2012
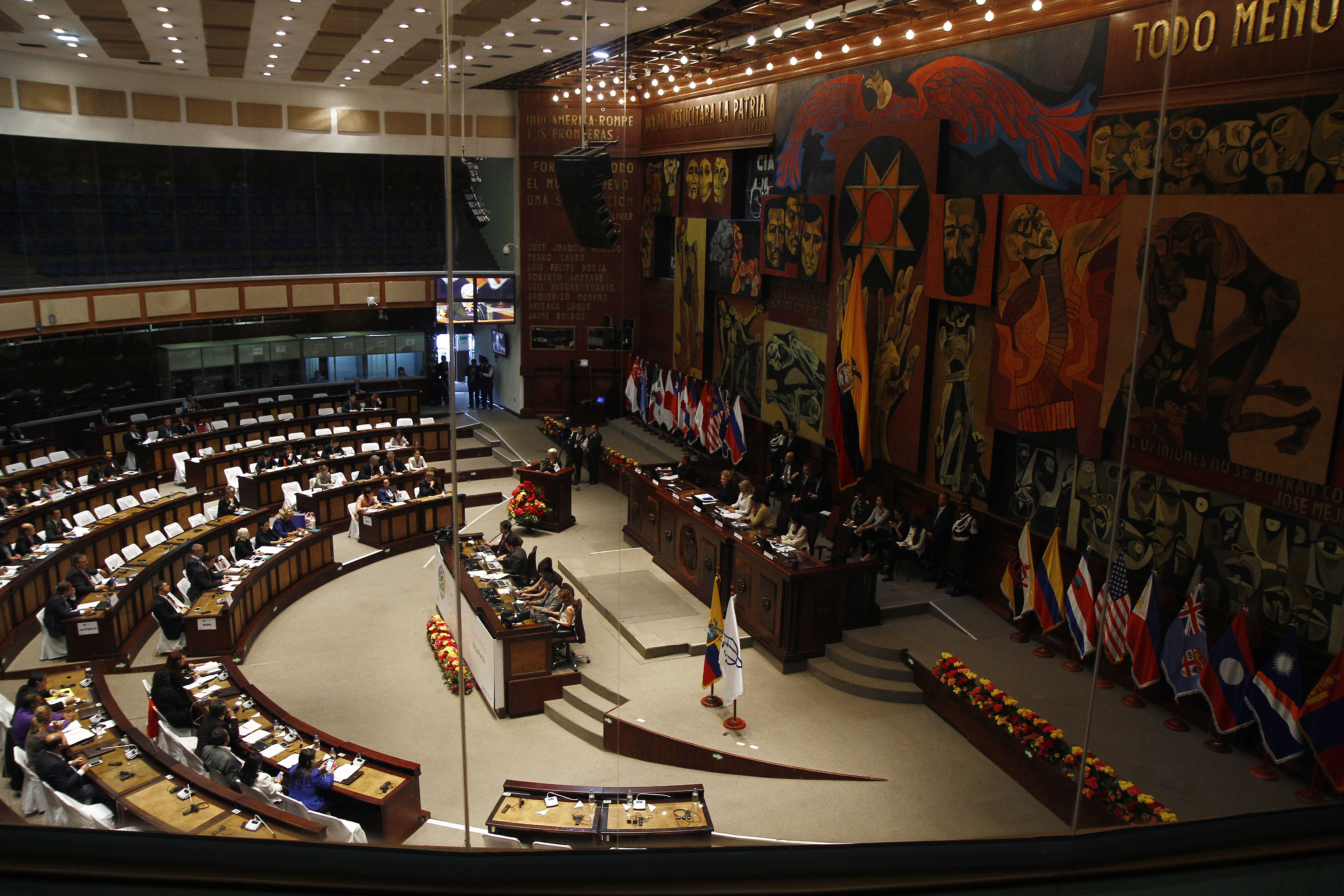
Sitzungssaal im Palacio Legislativo, 2015

Die Nationalversammlung von Ecuador hat ihren Sitz in der Hauptstadt Quito, im Palacio Legislativo de Ecuador.  Dort versammelte sich zuvor auch der Nationalkongress von Ecuador.  Das Gebäude wurde in den 1960er Jahren unter der Präsidentschaft von Camilo Ponce Enríquez im Internationalen Stil gebaut. An der Gebäudefassade befindet sich ein Fries des Bildhauers Luis Mideros und im Plenarsaal ein umstrittenes Wandgemälde des Malers Oswaldo Guayasamín. Das Gebäude wurde 2003 bei einem Brand beschädigt. Während der Verfassunggebenden Versammlung Ecuadors 2007/08 wurde der Gebäudekomplex renoviert.